# 郭陇砖瓦窑遗址
郭陇砖瓦窑遗址，位于中国广东省潮州市潮安区庵埠镇郭陇，为潮州市潮安区文物保护单位，类型为古遗址，公布时间为2006年4月。
郭陇砖瓦窑遗址的历史年代为明、清。